# Teofil Ney

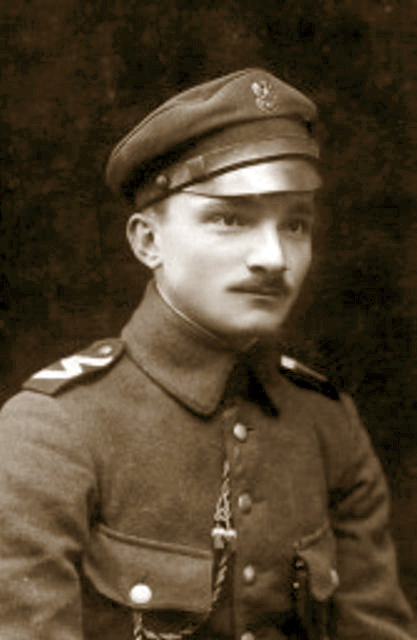
Teofil Ney jako wachmistrz Legionów.

Teofil Michał Ney (ur. 22 kwietnia 1893 w Siedliszowicach, zm. wiosną 1940 w Charkowie) – major żandarmerii Wojska Polskiego, działacz niepodległościowy, ofiara zbrodni katyńskiej.

## Życiorys
Syn Jana i Julianny z Górskich. Młodość spędził w Siedliszowicach, gdzie ukończył szkołę powszechną. W dniach 27–28 września 1912 złożył egzamin dojrzałości w c. k. I Gimnazjum w Tarnowie, a następnie rozpoczął studia na Wydziale Prawa Uniwersytetu Jagiellońskiego w Krakowie.
Od 1912 działał w Związku Strzeleckim, w którym pełnił funkcje sekretarza i instruktora miejscowego plutonu. W sierpniu 1914 rozpoczął służbę w Legionach Polskich. W listopadzie tego roku został ranny. Do stycznia 1915 przebywał w szpitalu. W marcu 1915, w stopniu wachmistrza, przeniesiony został do żandarmerii i przydzielony do ekspozytury etapowej żandarmerii I Brygady Legionów w Kątach, której komendantem był wachmistrz Felicjan Plato Bałaban. Ekspozytura podlegała komendantowi Etapu I Brygady i działała do dnia 1 lipca niezależnie od oddziału żandarmerii polowej przy Komendzie I Brygady, Jana Jura-Gorzechowskiego. 17 lipca 1915 został wyznaczony na komendanta posterunku żandarmerii przy Komendzie Etapu i Stacji Zbornej I Brygady w Sandomierzu. Po likwidacji posterunku (20 listopada 1915) pełnił służbę w Żandarmerii Polowej przy Komendzie I Brygady. 1 kwietnia 1917 rozpoczął miesięczne szkolenie na Wyższym Kursie Szkoły Żandarmerii w Warszawie. Był to kurs dla starszych podoficerów przewidzianych do objęcia stanowisk oficerskich. Po kryzysie przysięgowym wstąpił do Polskiej Siły Zbrojnej. Był dowódcą posterunku żandarmerii przy 6 pułku piechoty Legionów w Twierdzy Dęblin. 9 listopada 1918 w Warszawie dowodził patrolem złożonym z sześciu ochotników, który zajął Główną Stację Telefoniczną przy ulicy Zielonej i Belweder, a rano następnego dnia koszary przy ulicy Huzarskiej, za Parkiem Łazienkowskim.
10 listopada 1918 z rozkazu rotmistrza Norberta Okołowicza zorganizował ekspozyturę żandarmerii w Warszawie. Początkowo przydzielono mu 50 żandarmów, a następnie kolejnych 50, jeden samochód i zaprzęg parokonny oraz dwa rowery. Na stanowisku dowódcy ekspozytury posiadał uprawnienia dyscyplinarne dowódcy kompanii i był odpowiedzialny za utrzymanie porządku i dyscypliny w mieście, rozbrajanie ludności cywilnej, poszukiwanie przestępców politycznych oraz ochronę magazynów i składów wojskowych, a także szkolenie podwładnych i żandarmów z ekspozytur powiatowych na terenie Okręgu Generalnego „Warszawa”. Powierzone mu zadanie realizował za pomocą systemu patroli uprawnionych do występowania zarówno wobec osób wojskowych, jak i cywilnych. Według stanu z 20 lutego 1919 podlegało mu 4 oficerów, 49 podoficerów, 20 szeregowców i 22 „przydzielonych”. Wymienieni żołnierze pełnili służbę w sześciu posterunkach zlokalizowanych na terenie warszawskiego Rejonu Umocnionego w: Twierdzy Zegrze, Jabłonnie, forcie Dębe, Serocku, Nieporęcie i Twierdzy Modlin. W kwietniu tego roku skierowany został do Wołkowyska z zadaniem zorganizowania żandarmerii etapowej. Następnie kieruje Ekspozyturą Żandarmerii Polowej w Mińsku. Tam likwiduje dużą centralę szpiegowską i sowiecki oddział partyzancki. Od 11 sierpnia 1920, służył w oddziale żandarmerii polowej Okręgu Etapowego 1 Armii dowodzonym przez rotmistrza Bronisława Batscha. 25 sierpnia tego roku objął dowództwo 17 szwadronu żandarmerii w 2 Armii, którym obsadził rejon Ostrołęka-Łomża-Zambrów.
W końcu 1921 przeniesiony został na stanowisko dowódcy batalionu celnego w m. Druja, na którym awansował do stopnia rotmistrza. W następnym roku pełnił służbę w Komendzie Głównej Batalionów Celnych. 3 maja 1922 został zweryfikowany w stopniu kapitana ze starszeństwem z dniem 1 czerwca 1919 w korpusie oficerów żandarmerii. W 1924 był w 9 dywizjonie żandarmerii w Brześciu. 13 września 1925 otrzymał przeniesienie do 3 dywizjonu żandarmerii w Grodnie.
12 kwietnia 1927 awansowany został na majora ze starszeństwem z dniem 1 stycznia 1927 i 3. lokatą w korpusie oficerów żandarmerii, i przeniesiony do 6 dywizjonu żandarmerii we Lwowie na stanowisko zastępcy dowódcy. Od września tego roku pełnił obowiązki dowódcy dywizjonu. W styczniu 1931 został zatwierdzony na stanowisku dowódcy 6 dywizjonu żandarmerii. Na początku 1933 przeniesiony został do Powiatowej Komendy Uzupełnień Lwów Miasto w celu odbycia praktyki poborowej. 15 lipca 1933 został przeniesiony do Powiatowej Komendy Uzupełnień Lwów Powiat na stanowisko komendanta. W 1934 otrzymał ostatnie przeniesienie służbowe do Komendy Placu Grudziądz na stanowisko komendanta. Na tym stanowisku pozostał do II wojny światowej. 
W czasie kampanii wrześniowej został ewakuowany na wschód i tam po agresji ZSRR na Polskę dostał do niewoli sowieckiej. Po raz ostatni był widziany 14 września 1939 w Kamieniu Koszyrskim przez siostrzeńca Jerzego Kluza. Był więźniem obozu w Starobielsku.  Wiosną 1940 został zamordowany przez funkcjonariuszy NKWD w Charkowie i pogrzebany w bezimiennej zbiorowej mogile w Piatichatkach, gdzie od 17 czerwca 2000 mieści się oficjalnie Cmentarz Ofiar Totalitaryzmu w Charkowie. Figuruje na Liście Starobielskiej NKWD pod poz. 2392.

Żonaty dwukrotnie. Z drugą żoną Teresą (zm. 1975) miał dwoje dzieci: córkę Eweline i syna Mariana. Z pierwszego małżeństwa: syna Jerzego i córkę Wandę.
5 października 2007 minister obrony narodowej Aleksander Szczygło – decyzją nr 439/MON – mianował go pośmiertnie na stopień podpułkownika. Awans został ogłoszony 9 listopada 2007 w Warszawie, w trakcie uroczystości „Katyń Pamiętamy – Uczcijmy Pamięć Bohaterów”.

## Upamiętnienie
W 2009, w ramach projektu parafiady „Dęby Pamięci”, przy Gimnazjum im. Jana Pawła II w Sztumie został posadzony dąb upamiętniający męczeńską śmierć z rąk Sowietów.

## Ordery i odznaczenia
- Krzyż Niepodległości 24 października 1931 „za pracę w dziele odzyskania niepodległości”[18]
- Krzyż Walecznych dwukrotnie[19]
- Srebrny Krzyż Zasługi – 10 listopada 1925 „za zasługi położone przy zwalczaniu bandytyzmu”[20]
- Medal Pamiątkowy za Wojnę 1918–1921[21]
- Medal Dziesięciolecia Odzyskanej Niepodległości[21]
- Odznaka za Rany i Kontuzje[21]